# Kiribatská kuchyně

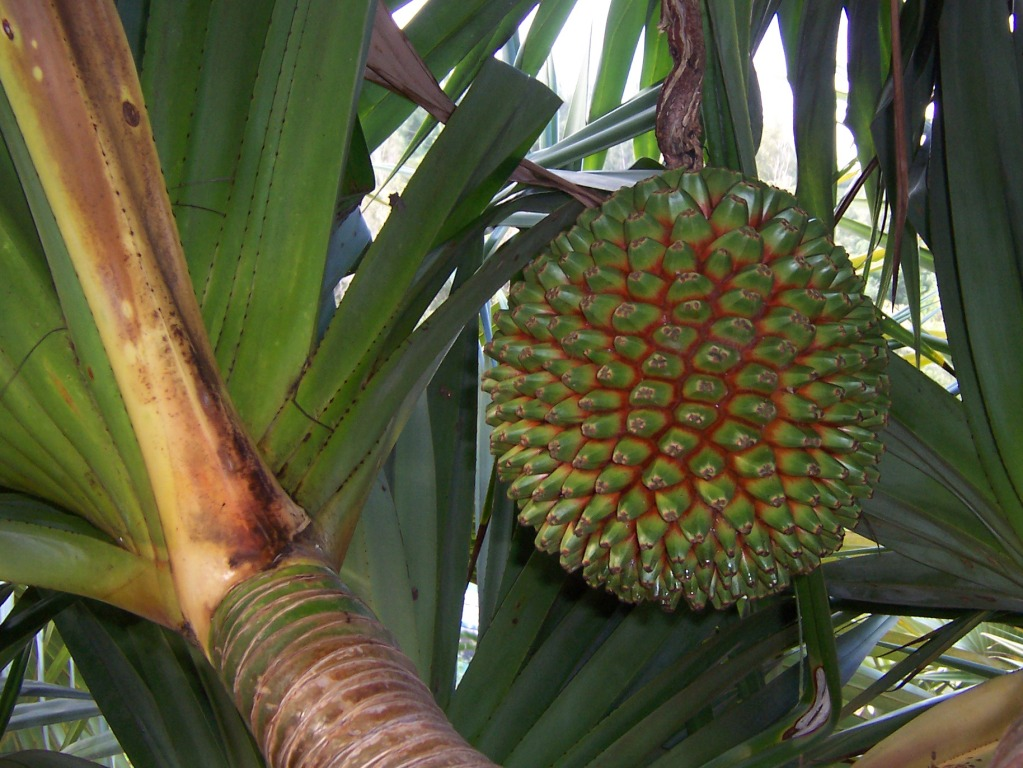
Pandán

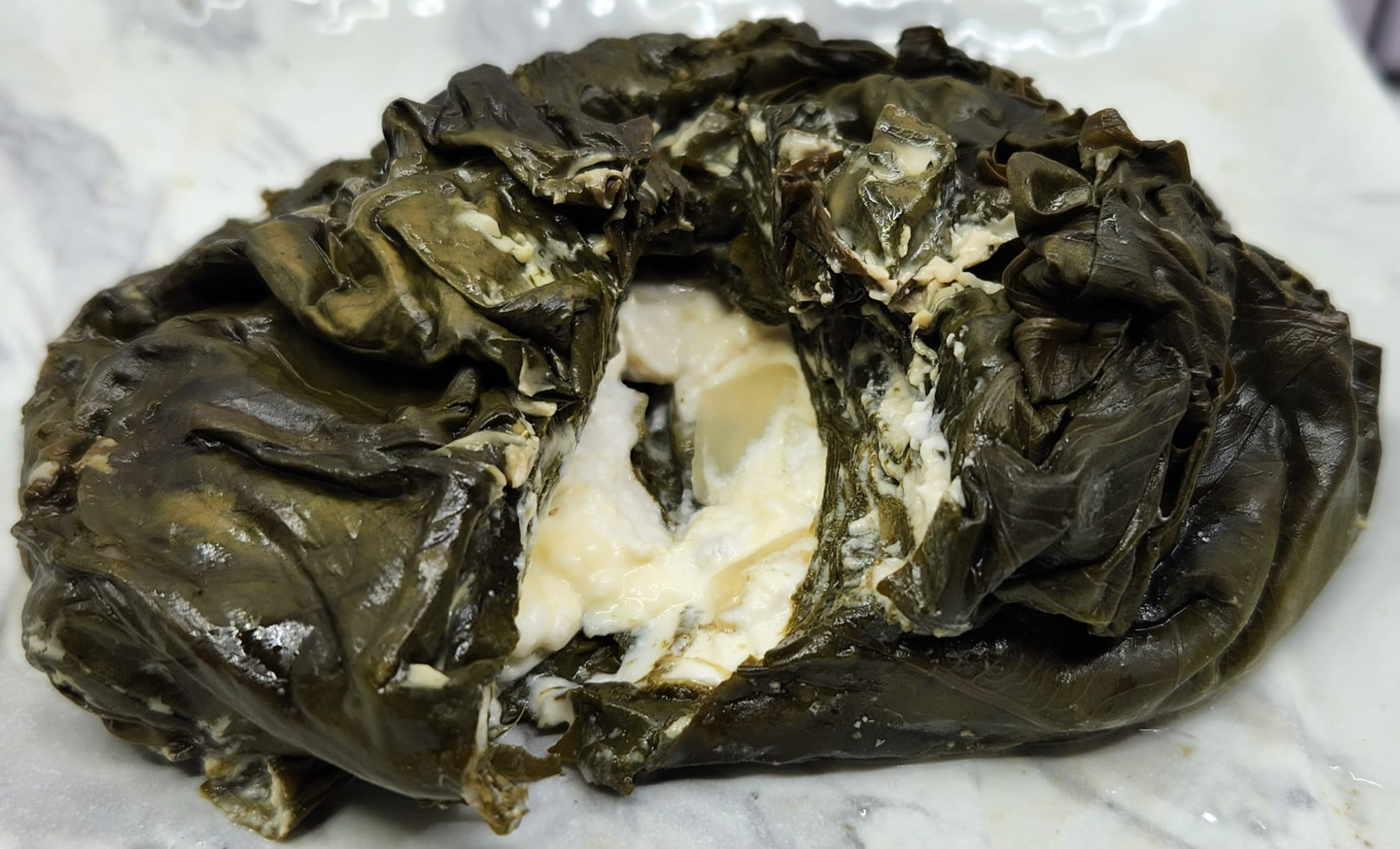
Palu sami

Kiribatská kuchyně je založena především na rybách a mořských plodech (především humr nebo tuňák). Ryby se připravují na mnoho způsobů, mohou se smažit, vařit nebo grilovat. Kiribati jsou ostrovy korálového původu, nikoliv sopečného, takže se tu zemědělství příliš nedaří. Pěstuje se kokos, chlebovník, pandán, dýně, zelí, kolokázie jedlá nebo rajčata. Konzumují se také červy. Další suroviny je nutné dovážet.

## Příklady kiribatských pokrmů a nápojů
Příklady kiribatských pokrmů:
- Te bua toro ni baukin, nakládané maso zapečené se zelím a dýní
- Kari
- Batátová kaše
- Palu sami, pokrm z nakrájené cibule, kokosového mléka a kari, zabalený v listu taro (kolokázie jedlá) a pečený ve vyhloubených dírách v zemi[8]
- Toddy, nápoj z kokosové mízy